# فولك الرابع كونت أنجو
فولك الرابع (بالفرنسية: Foulques IV d'Anjou)‏ (1043 - 14 أبريل 1109) كانت كونت أنجو من 1068 حتى وفاته.